# Yahagi (Fluss)

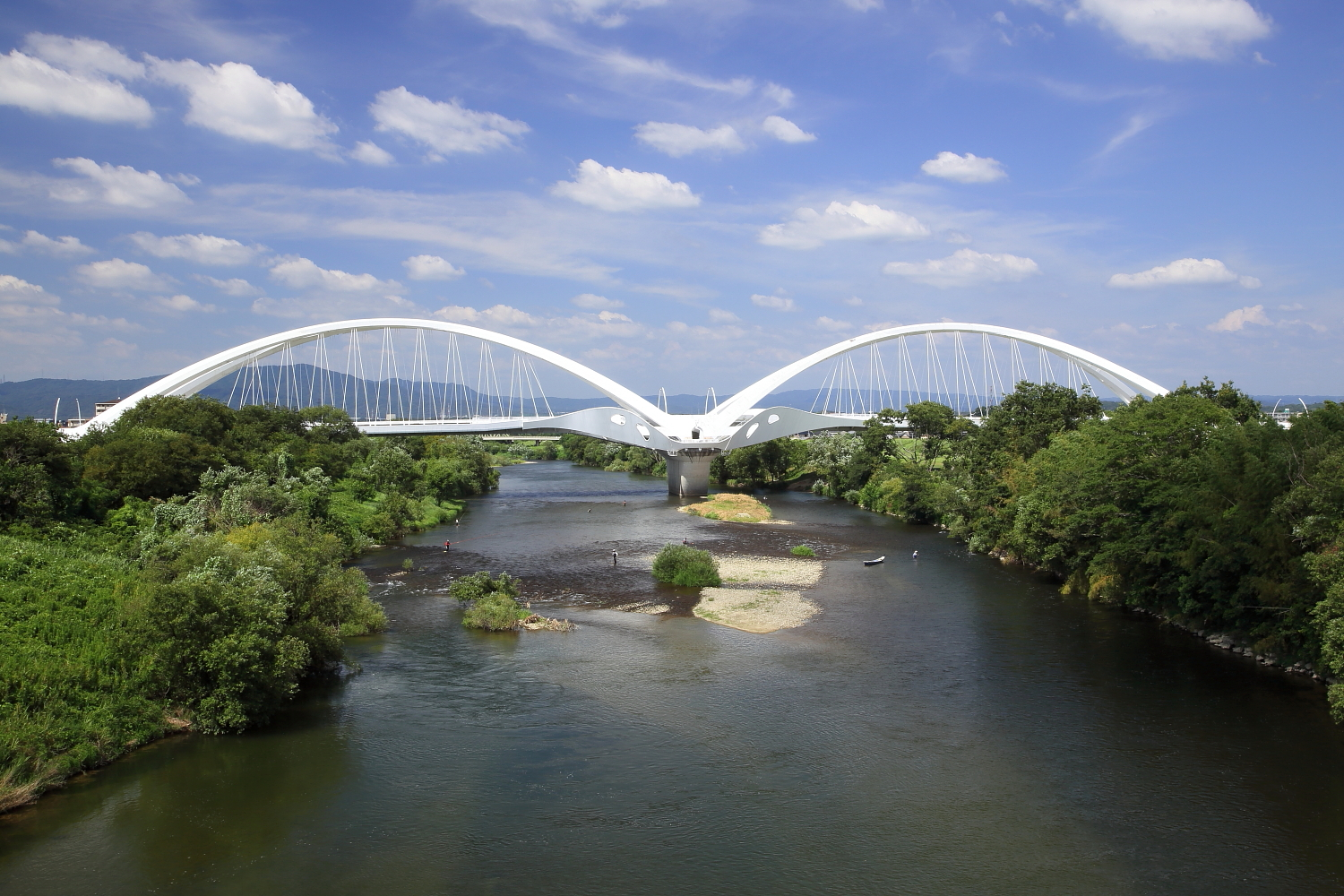
Der Fluss Yahagi und die Toyota-Ohashi-Brücke (2012)

Der Yahagi-Fluss (japanisch 矢作川 oder 矢矧川 Yahagigawa) ist ein Fluss in Japan, der durch die Präfekturen Nagano, Gifu und Aichi sowie Aichis Hauptstadt Nagoya fließt. Er entspringt im Kiso-Gebirge im Süden von Nagano und mündet schließlich in die Shōnai-Flussmündung in der Präfektur Aichi. Der Fluss erstreckt sich über eine Länge von etwa 94 Kilometern.
Der Yahagi-Fluss spielt eine wichtige Rolle im Ökosystem der Region und bietet Lebensraum für verschiedene Arten von Pflanzen und Tieren. Er dient auch als Wasserquelle für die umliegenden Gemeinden und unterstützt die Landwirtschaft in der Region.
Darüber hinaus ist der Yahagi-Fluss ein Ziel für Freizeitaktivitäten wie Angeln, Bootfahren und Wanderungen entlang seiner Ufer.